# L'affare Dominici
L'affare Dominici (L'affaire Dominici) è un film del 1973 diretto da Claude Bernard-Aubert.

## Trama
Il 5 agosto 1952, nella tranquilla campagna della Haute-Provence, il ritrovamento di tre cadaveri scuote il piccolo villaggio di Lurs. Le vittime sono una coppia di turisti inglesi e la loro figlia, brutalmente assassinati durante la notte e abbandonati lungo una strada isolata. L'indagine prende immediatamente avvio e i sospetti si concentrano sulla famiglia Dominici, che vive in una fattoria poco distante dal luogo del delitto. A capo del nucleo familiare c'è Gaston Dominici, un uomo austero e di poche parole, la cui figura imponente incarna il patriarcato rurale dell'epoca.
Man mano che la polizia interroga i membri della famiglia e gli abitanti del villaggio, emergono tensioni latenti e rapporti conflittuali. Le deposizioni si contraddicono, le accuse si moltiplicano e il caso assume contorni sempre più torbidi. Quando due figli di Gaston lo indicano come colpevole, l'opinione pubblica si infiamma. Dominici, sotto pressione, confessa l'omicidio ma la sua versione appare lacunosa e incoerente. Il processo che segue si trasforma in un evento mediatico, con la giustizia determinata a trovare un colpevole a tutti i costi. Tuttavia, le prove contro il patriarca sono fragili e molte domande restano senza risposta. Mentre il processo si svolge, il film mette in luce la rigidità delle istituzioni giudiziarie, la diffidenza della comunità verso gli estranei e il peso schiacciante delle dinamiche familiari. L'epilogo del caso, tuttavia, lascia ancora oggi aperti numerosi interrogativi.

## Produzione
Il film è basato su un reale fatto di cronaca accaduto in Provenza nella notte tra il 4 e il 5 agosto 1952.